# سيسيل سكوت
سيسيل سكوت (بالإنجليزية: Cecil Scott)‏ هو عازف جاز أمريكي، ولد في 22 نوفمبر 1905 في سبرينغفيلد في الولايات المتحدة، وتوفي في 5 يناير 1964 في نيويورك في الولايات المتحدة.

## وصلات خارجية
- سيسيل سكوت على موقع ميوزك برينز (الإنجليزية)
- سيسيل سكوت على موقع أول ميوزيك (الإنجليزية)
- سيسيل سكوت على موقع ديسكوغز (الإنجليزية)